# Puck (mythologie)
Pour les articles homonymes, voir Puck.
Le puck, púca ou pooka est une créature féerique du folklore celte, notamment en Irlande, dans l’ouest de l’Écosse et au pays de Galles. Elle a notamment inspiré le personnage homonyme de Puck dans la pièce de Shakespeare Le Songe d’une nuit d’été.
Le personnage folklorique est aussi surnommé Jack-o’-lanthorn (« Jack à la lanterne »), Will-o’-the-wisp (« Will au tortillon »), Friar Rush (le « moine pressé »), Robin Goodfellow (Robin Bonenfant ou Robin Bon Compère) ou Hobgoblin.

## Description

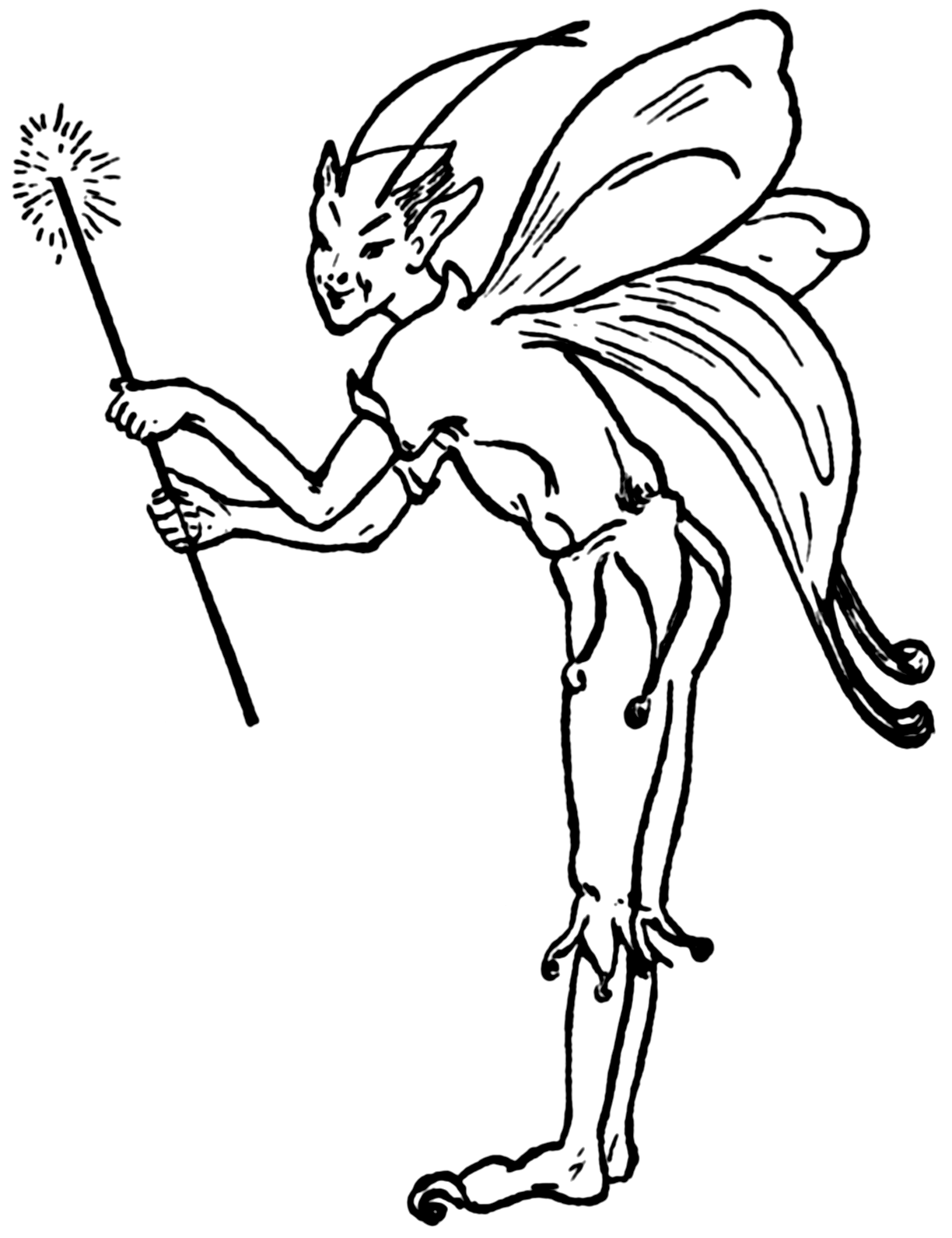
Puck.

Farfadet, sorte de lutin malin, espiègle et un tantinet rebelle, il joue des tours aux voyageurs, se transforme, effraie les jeunes filles et bouscule les vieilles dames.
Il a la capacité de prendre de nombreuses formes mais il prend généralement celle d’un homme. Il est capable de prendre autant des formes terrifiantes que plaisantes, par exemple : un cheval, un lapin, une chèvre, un gobelin ou un chien. Peu importe laquelle, sa fourrure est presque toujours foncée. Il prend souvent l’apparence d’un grand cheval noir aux yeux jaunes et enflammés, avec une longue crinière sauvage. Sous cette forme, il parcourt un large territoire pendant la nuit en forçant les portails et en terrorisant les habitants des fermes isolées. Si un humain est attiré sur le dos d’un púca, il doit se préparer à une chevauchée endiablée, même si, à la différence du Kelpie qui amènera directement son cavalier dans le cours d’eau ou le lac le plus proche pour le noyer afin de le dévorer, le púca ne lui fera pas vraiment mal.

## Variations régionales
Dans certaines régions, le púca est cité avec considérablement plus de respect que de crainte ; s’il est traité avec les égards dus, il pourrait se montrer salutaire à ceux qui le rencontrent. Le púca est un être des montagnes et des collines, dans ces régions se trouvent des histoires selon lesquelles il apparaîtrait le premier novembre de chaque année pour donner des prophéties et des avertissements à ceux qui le consultent.

## Traditions agricoles
Certaines traditions agricoles entourent le púca. C’est une créature associée à Samhain, un festival des récoltes païen, lorsque les dernières cultures ont été ramassées. Tout ce qui reste dans les champs est considéré comme « puka », ou flétri par les fées, et est donc immangeable. Dans certaines localités, les faucheurs ne coupent pas une petite partie de leur récolte qu’ils appellent la « part du púca » pour apaiser la créature affamée. Néanmoins, le premier novembre de chaque année se nomme le jour du púca ; c’est la seule fois de toute l’année que l’on peut s’attendre de lui de se conduire avec civilité.

## Théâtre
Shakespeare en fait un personnage du Songe d’une nuit d’été. Puck, aussi appelé Robin Goodfellow, y est présenté comme un esprit espiègle, qui effraie les jeunes filles, ôte la crème du lait, joue des tours aux vieilles, égare les voyageurs dans la nuit et amuse son maître Obéron, roi des fées, en imitant le hennissement d'une jeune pouliche pour « séduire » un cheval bien nourri (acte II, scène 1). Obéron, désireux de se venger de Titania, reine des fées, envoie Puck chercher la fleur d’« amour en oisiveté » (love-in-idleness), dont la propriété est de faire naître, chez celui ou celle dont on en a oint les paupières, un vif amour pour le premier être vivant rencontré. Puck doit en déposer le suc sur les yeux de Titania pendant son sommeil afin qu'elle tombe amoureuse à son réveil de quelque « vile créature ». Obéron a également vu un jeune homme « en costume d’Athénien » (Demetrius) repousser sans ménagement l'amour d'une « douce jeune fille » (Helena). Sensible à l'infortune de celle-ci, Obéron ordonne à Puck d'appliquer le charme au jeune homme afin qu'il rende à la jeune fille, en s'éveillant, l'amour qu'elle lui porte. Par erreur, Puck administre ce charme à un autre jeune homme endormi, Lysandre. Par jeu, il afflige Nick Bottom d’une tête d’âne, et c'est de lui que Titania tombe amoureuse à son réveil. Cette série de quiproquos participe au ressort comique de la pièce. Puck s’amuse d'abord de la confusion qu’a entraîné sa bévue. Plus tard, il reçoit d’Obéron l’ordre de créer un brouillard épais et d’y égarer Demetrius et Lysandre, les amants rivaux prêts à s'entre-égorger, en imitant leurs voix, puis d’appliquer un antidote aux paupières de Lysandre. À la fin de la pièce, il explique ses actes dans un discours qui sert à souligner le caractère de fiction de la pièce, pour le cas où elle aurait pu offenser les spectateurs. « Ombres que nous sommes, si nous avons déplu, figurez-vous seulement que vous n’avez fait qu’un mauvais somme. » Ce vers a pour fonction de rattacher les spectateurs à la pièce en les comparant aux amants athéniens : dans la pièce ils se sont eux-mêmes éveillés comme d’un rêve des folies du monde des fées.
Dans les années 1980, le nom de Puck a été donné à une lune d’Uranus en hommage à Shakespeare.

## Cinéma et télévision
- Le film Harvey, film américain réalisé par Henry Koster en 1950 et interprété par James Stewart fait référence à un lapin géant de 2,10 mètres qu’il indique être un « Pooka ».
- Cette créature aurait inspiré le personnage de Pucca, éponyme d'un dessin animé.
- Dans le dessin animé Gargoyles, les anges de la nuit, un des enfants d’Obéron est Puck.
- Puck apparaît dans le tome 34 de la série Charmed.
- Puck apparaît de façon récurrente dans le dessin animé Code Lyoko sous la forme de la poupée Mister Pück appartenant au personnage d'Aelita.
- Le film de Peter Weir intitulé Le Cercle des poètes disparus fait aussi mention de ce personnage lorsque Neil Perry, interprété par Robert Sean Leonard, joue le rôle de Puck dans une pièce de théâtre.
- Le pùka apparaît comme personnage devant être amené aux enfers dans l'épisode 14 de la saison 4 de Legends of Tomorrow.
- Il apparaît également dans la saison 2 de la série Netflix Les Nouvelles Aventures de Sabrina sous l'apparence d'un adolescent aux cheveux verts. Il est interprété par Jonathan Whitesell.

## Autres apparitions
- Puck, magazine satirique illustré américain, qui a pris son nom de la version de Shakespeare du personnage.
- Les Pookas sont une variété de créatures, toujours agressives à la différence de la légende, pour le personnage des joueurs dans Dark Age of Camelot, ce sont de grands chevaux noirs à l'apparence fantastique qui hantent les terres d'Hibernia, notamment juste au Sud de Druim Ligen.
- Les Pookas sont une race dans le jeu de rôle Changelin : le Songe.
- Puck apparaît dans la série littéraire américaine Les Sœurs Grimm de Michael Buckley.
- Puck, avec Obéron, Merlin et Morgane, est l’un des protagonistes féeriques de Songe d'un matin d'hiver, une aventure de Corto Maltese par Hugo Pratt dans Les Celtiques.
- Véritable ode au théâtre, le jeu vidéo Final Fantasy IX consacre son existence avec un personnage à son nom. Il s’agit en effet d’un jeune rat, fils du Roi de Bloumécia.
- Dans le manga Berserk, Puck est un elfe, sorte de petite fée accompagnant le héros. De plus il essayera de récupérer le trône de la reine des elfes, peut-être est-ce une référence à la volonté de Puck de prendre la place d'Obéron.
- Claude Debussy a mis en scène Puck dans un de ses préludes pour piano, La danse de Puck.
- Le personnage de Puck (Robin Luron) est un rôle parlé dans l'opéra Le Songe d'une nuit d'été de Benjamin Britten.
- Le compositeur Marcel Delannoy a composé en 1949 un opéra féérique (Puck) en trois actes sur un livret d'André Boll
- Puck est l’un des personnages du roman faërie de Raymond Elias Feist de 1988.
- Les Pookas sont une race du jeu vidéo Odin Sphere ressemblant à des lapins anthropomorphiques[7].
- Puck est aussi l'un des personnages principaux des séries Les Royaumes invisibles et Les nouveaux Royaumes invisibles de Julie Kagawa (en).
- Puck est l'un des personnages de la trilogie Le Cas Jack Spark de Victor Dixen.
- Puck est un héros jouable de la carte Defense of the Ancients pour le jeu Warcraft III, puis dans sa suite indépendante, Dota 2.
- Puck, lutin de la colline, a été écrit et édité par Rudyard Kipling en 1906. Puck apparaît à deux enfants contemporains de Kipling et il leur fait faire connaissance avec des personnages du passé.
- Puck est un personnage récurrent du graphic novel Sandman par Neil Gaiman.
- Dans la série littéraire The Guardians of Childhood de William Joyce, E. Aster Bunnymund est le dernier member de la race des Pooka, des lapins géants dotés de multiples pouvoirs. Le personnage apparaît comme un mélange du Pooka, pouvant adopter une forme terrifiante, et du Lapin de Pâques, ayant une affinité avec les œufs et le chocolat.
- Puck est le vrai nom de Mimir dans les jeux God of War (2018) et sa suite, God of War: Ragnarok. Cela est révélé via divers dialogues du jeu durant lesquels le personnage raconte ses origines, avant qu'il ne devienne le conseiller d'Odin.